# Tsongkhapa

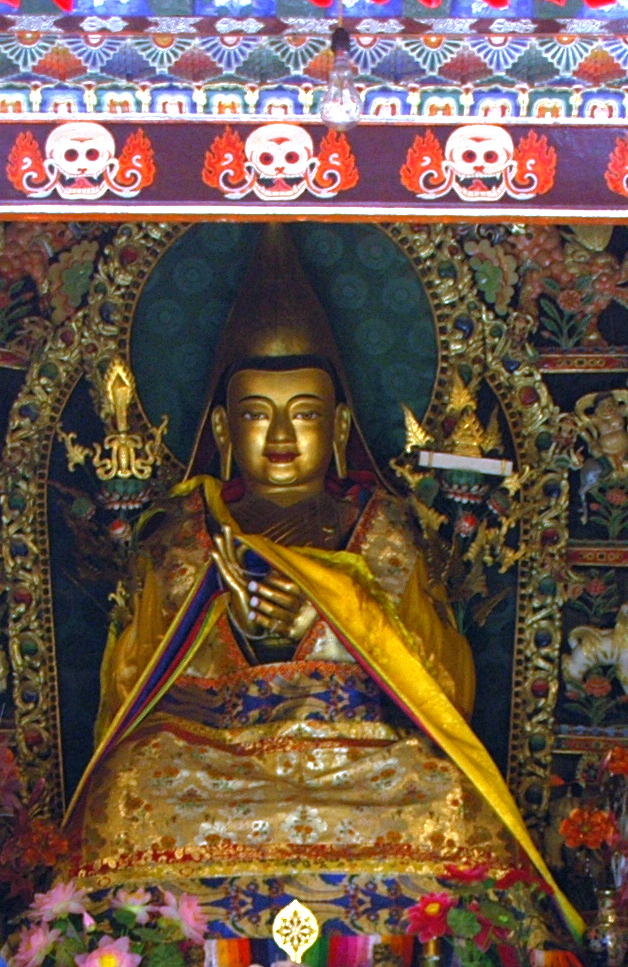
Estátua de Tsongkhapa, fundador da escola de Guelupa no altar de seu templo (onde nasceu) no Mosteiro de Kumbum, perto de Xining, Qinghai (Amdo), China.

Tsongkhapa (1357—1419), cujo nome significa "Nascido no Vale da Cebola", também conhecido como Je Rinpoche e Lobsang Drapka, fundou a escola Guelupa do budismo tibetano como uma reforma da antiga escola Kadampa, fundada por Atisha no século XI.
Nascido na província de Amdo, no Tibete, Tsongkhapa recebeu a ordenação aos três anos de idade do 4º Karmapa Rolpey Dorje e recebeu o nome Kunga Nyingpo. Mais tarde, aos sete anos, ele tomou um segundo conjunto de votos de Chöjey Dhondup Rinchen e passou a se chamar Lobsang Drakpa. Ele pôde estudar muito a disciplina budista e, mais tarde, as Seis Yogas de Naropa, o tantrismo do Kalachakra e a prática do Mahamudra.
Como um aplicado erudito e praticante, ele se tornou um efetivo professor no budismo tibetano e se tornou uma das figuras principais entre seus pares, bem como entre seus estudantes.
Sua obra mais importante é o Lamrim Chenmo, de comentários ao livro Lamrim, de Atisha.

## Primeiros anos e estudos
Com um pai Mongol e uma mãe Tibetana, Tsongkhapa nasceu em uma família nômade na cidade murada de Tsongkha em Amdo, Tibete (atual Haidong e Xining, Qinghai) em 1357. Tsongkhapa foi educado no Budismo desde tenra idade por seu primeiro professor, o monge Kadam Choje Dondrub Rinchen. Tsongkhapa tornou-se Samanera - monge noviço aos seis anos de idade.
Quando tinha dezesseis anos, Tsongkhapa viajou para o Ü-Tsang - Tibete Central, onde estudou nas instituições escolásticas do mosteiro Sangphu, Kagyu e o Sakya tradição de Sakya Paṇḍita (1182–1251). No Monastério Drikung Thil ele estudou sob Chenga Chokyi Gyalpo, o grande patriarca de Drikung Kagyu, e recebeu ensinamentos sobre vários tópicos como Mahamudra e os Seis Yogas de Naropa. Tsongkhapa também estudou Medicina tradicional tibetana e, em seguida, todos os grandes assuntos escolásticos budistas, incluindo abhidharma, ética, epistemologia, Vajrayana.
Tsongkhapa estudou amplamente com vários professores de várias tradições budistas tibetanas. Seus principais professores incluem: o Sakya mestres Rendawa e Rinchen Dorje, o mestre Kagyu Chenga Rinpoche e os mestres Jonang Bodong Chakleh Namgyal, Khyungpo Hlehpa e Chokyi Pelpa. Tsongkhapa também recebeu todas as três principais linhagens Kadampa. Ele recebeu a linhagem LamRim e a linhagem de orientação oral do Nyingma, Lhodrag Namka-gyeltsen; e ele recebeu a linhagem de transmissão textual do Lama Umapa.
Rendawa Zhönnu Lodrö foi o professor mais importante de Tsongkhapa. Sob Rendawa, Tsongkhapa estudou várias obras clássicas, incluindo o Pramanavarttika, o Abhidharmakosha, o Abhidharma-samuccaya e o Madhyamakavatara. Tsongkhapa também estudou com um Nyingma, Drupchen Lekyi Dorje (em tibetano: Wylie: grub chen las kyi rdo je), também conhecido como Namkha Gyaltsen (em tibetano: Wylie: nam mkha' rgyal mtshan, 1326–1401).
Durante seus primeiros anos, Tsongkhapa também compôs algumas obras originais, incluindo a Girlanda Dourada (em tibetano: Wylie: legs bshad gser phreng), um comentário sobre ao Abhisamayalaṃkāra da perspectiva da tradição Yogācāra-svātantrika-madhyamaka de Śāntarakṣita que também tenta refutar as visões Rangtong-Shentong de Dolpopa Sherab Gyaltsen (1292–1361).

## Ensinamentos do Sutra Mahayana
Tsongkhapa estava familiarizado com todas as tradições budistas tibetanas de seu tempo, e recebeu ensinamentos e transmissão em todas as principais escolas do budismo tibetano. Sua principal fonte de inspiração foi a escola Kadam de Atisha (982–1054), especialmente os ensinamentos Kadampa Lamrim ("Estágios do Caminho"). Outra fonte importante para Tsongkhapa são os trabalhos de Asanga, incluindo o Yogacarabhumi-sastra e Abhidharma-samuccaya. Ele também se baseia nos trabalhos de Kamalashila Bhāvanākrama(Estágios de Meditação) e nos trabalhos de Shantideva.
A fonte mais popular para os ensinamentos de Tsongkhapa sobre o caminho do Sutra Mahayana é seu Grande Tratado sobre os Estágios do Caminho para a Iluminação (Lamrim Chenmo). Ele também escreveu um Tratado de Lamrim de Comprimento Médio e um Tratado de Lamrim Pequeno. A apresentação de Tsongkhapa geralmente segue o sistema clássico Kadam Lamrim, que é dividido em três escopos ou motivações principais (pequeno, médio e superior)
A apresentação de Tsongkhapa do caminho do bodhisattva Mahayana foca nas Pāramitā - seis perfeições. Em relação à perfeição da sabedoria (prajñāpāramitā), Tsongkhapa enfatiza a importância do raciocínio, da investigação analítica, bem como do estudo e contemplação das escrituras budistas. De fato, de acordo com Tsongkhapa, o amplo estudo dos textos budistas é a “força vital sagrada do caminho”, que é um complemento necessário à prática da meditação.
Tsongkhapa promoveu o estudo de pramana (epistemologia), encorajou debates formais como parte dos estudos de Dharma, e instruiu discípulos no Tantra de Guhyasamāja tantra, Kalacakra e Hevajra. Os escritos de Tsongkhapa compreendem dezoito volumes, sendo a maior parte em Tantra de Guhyasamāja. Esses 18 volumes contêm centenas de títulos relacionados a todos os aspectos dos ensinamentos budistas e esclarecem alguns dos tópicos mais difíceis dos ensinamentos Sutrayana e Vajrayana. Os principais tratados e comentários de Tsongkhapa sobre Madhyamaka são baseados na tradição descendente de Nagarjuna conforme elucidado por Buddhapālita e Candrakīrti.

## Principais obras
Algumas das principais obras de Tsongkhapa são:
- O Grande Tratado sobre as Etapas do Caminho para a Iluminação (lamrim Chenmo) [12],
- A Grande Exposição do Mantra Secreto (sngags rim chen mo),
- Essência da Verdadeira Eloquência (drang nges pernas bshad snying po; título completo: gsung rab kyi drang ba dang nges pai don rnam par phye ba gsal bar byed pa pernas par bshad pai snying po' '),
- Oceano de Raciocínio: Um Grande Comentário sobre o Mulamadhyamakakarika de Nagarjuna (dbu ma rtsa ba'i tshig le'ur byas pa shes rab ces bya ba'i rnam bshad rigs pa'i rgya mtsho),
- Iluminação do Significado do Caminho do Meio (dbu ma dgongs pa rab gsal), um comentário sobre o Madhyamakavatara de Candrakirti
- Iluminação Brilhante da Lâmpada dos Cinco Estágios / Uma Lâmpada para Iluminar os Cinco Estágios (gsang 'dus rim lnga gsal sgron), um comentário sobre Tantra de Guhyasamāja
- Girlanda dourada da eloquência (gser phreng), um comentário ao Ornamento para as Claras Realizações (Abhisamayālaṃkāra)
- O Elogio da Relatividade (rten 'brel bstod pa).